# 島根県立隠岐高等学校
島根県立隠岐高等学校（しまねけんりつ おきこうとうがっこう, Shimane Prefectural Oki High School）は、島根県隠岐郡隠岐の島町に所在する公立の高等学校。

## 概要
歴史
1913年（大正2年）に開校した「西郷町外十一村組合立隠岐女子技芸学校」を前身とする。高等女学校を経て1948年（昭和23年）の学制改革で男女共学の新制高等学校となった。2013年（平成25年）に創立100周年を迎える。
設置課程・学科
全日制課程 2学科
- 普通科
- 商業科

校訓
「健（健やかにして）・智（賢く智り）・拓（未来を拓く）」
校章
3方向に分かれた松葉の絵を背景にして「高」の文字（旧字体）を置いている。
校歌
作詞は宮田隆、作曲は長岡敏夫による。歌詞は3番まであり、各番の最後に校名の「隠岐高校」が登場する。
同窓会
「城山会」と称している。

## 沿革
高等女学校時代
- 1912年（大正元年）11月26日 - 島根県知事より組合立隠岐女子技芸学校の設置が認可される。
- 1913年（大正2年）
  - 4月16日 - 「西郷町外十一村組合立隠岐女子技芸学校」（修業年限2年）が隠岐島庁の庁舎一部を仮校舎に開校。
  - 9月 - 西町吉田2、八尾河畔の新校舎に移転。
- 1915年（大正4年）4月1日 - 専修科を設置。
- 1917年（大正6年）8月31日 - 専修科を廃止。
- 1921年（大正10年）4月1日 - 組織変更し、「組合立隠岐実科高等女学校」に昇格・改称。修業年限を3年とする。
- 1923年（大正12年）4月1日 - 組織変更し、「組合立隠岐高等女学校」に改称。 修業年限を4年とする。
- 1926年（大正15年）
  - 4月1日 - 県立移管により「島根県立隠岐高等女学校」に改称。修業年限を4年、定員を200名とする。
  - 7月11日 - 校地を拡張し、校舎を増築。校長室・事務室・保健室・講堂・寮舎・物置が完成。
- 1927年（昭和2年）5月 - 校舎を増改築し、物象教室・同準備室・被服教室・家政教室・寮舎等が完成。
- 1930年（昭和5年）～1931年（昭和6年）- 生徒数減少により廃校問題が起こる。
- 1944年（昭和19年）- 日立安来工場・広海軍工廠等に学徒動員・勤労動員が開始（～1945年（昭和20年）の終戦まで）。
- 1945年（昭和20年）9月 - 大水害により校舎1階部分が水没。
- 1947年（昭和22年）4月1日 - 学制改革（六・三制の実施、新制中学校の発足）
  - 高等女学校の生徒募集を停止（1年生不在）。
  - 新制中学校を併設し（名称:島根県立隠岐高等女学校併設中学校、以下・併設中学校）、高等女学校1・2年修了者を新制中学校2・3年生として収容。
  - 併設中学校は経過措置としてあくまで暫定的に設置されたため、新たに生徒募集は行われず（1年生不在）、在校生が2・3年生のみの中学校であった。
  - 高等女学校3・4年修了者はそのまま高等女学校に在籍し、4・5年生となる（4年修了時点で卒業することもできた）。

新制高等学校
- 1948年（昭和23年）4月1日 - 学制改革（六・三・三制の実施、新制高等学校の発足）
  - 高等女学校が廃止され、新制高等学校「島根県立隠岐高等学校」（現校名）が発足。全日制課程普通科2学級を設置し、修業年限を3年とする。男女共学を開始。
    - 高等女学校卒業生（5年修了者）を新制高校3年生、高等女学校4年修了者を新制高校2年生、併設中学校卒業者（3年修了者）を新制高校1年生として収容。
    - 併設中学校は新制高校に継承され（名称:島根県立隠岐高等学校併設中学校）、在校生が1946年（昭和21年）に高等女学校へ入学した3年生のみとなる。
- 1949年（昭和24年）
  - 3月31日 - 併設中学校を廃止（旧制4・5年から新制3年への修業年限の移行が完了する）。
  - 4月1日 - 高校三原則に基づく島根県内の公立高校再編が行われる。
    - 島根県立隠岐水産高等学校と統合され、普通科と水産科を有する総合制高等学校「島根県立隠岐高等学校」が発足。
    - 2校舎制をとる（統合前の校舎を継続して使用）。

  - 10月 - 過去の水害により移転が検討され、新校舎の建設地が決定する。
- 1950年（昭和20年）7月 - 新校舎の建設に着手。
- 1952年（昭和27年）4月1日 - 家庭科（1学級）を新設。
- 1953年（昭和28年）12月11日 - 新校地（西郷町西町吉田2～8番地）に新校舎が完成し移転を完了。旧校舎跡地に男女寄宿舎が完成。
- 1954年（昭和29年）
  - 3月31日 - 校舎を増改築し、校長室・職員室・事務室・衛生室・洗濯室・調理実習室が完成。
  - 4月1日 - 水産科が分離し、島根県立隠岐水産高等学校として独立。
- 1955年（昭和30年）
  - この年 - テニスコートを設置。
  - 3月31日 - 音楽室が完成。
  - 4月1日 - 中ノ島 海士村福井に定時制の島前分校（普通科・修業年限4年）を設置。
- 1957年（昭和32年）10月5日 - 家庭科教室（洋裁室・和裁室・研究室・普通教室2）が完成。
- 1958年（昭和33年）4月1日 - 島前分校を全日制に切り替える。
- 1961年（昭和36年）7月 - 島根県立松江北高等学校通信制課程の協力校（隠岐協力校）となる。
- 1962年（昭和37年）5月 - 校庭の隅に校長公舎が完成。
- 1963年（昭和38年）4月1日 - 商業科（1学級）を新設。
- 1964年（昭和39年）3月22日 - 図書館・卒業生ホール・商業科教室が完成。
- 1965年（昭和40年）
  - 2月 - 美術教室・音楽教室が完成。
  - 4月1日 - 島前分校が分離し、島根県立隠岐島前高等学校として独立。
- 1970年（昭和45年）
  - 4月1日 - 生徒数減少により家庭科の募集を停止。
  - 9月28日 - 体育館が完成。
- 1972年（昭和47年）3月31日 - 家庭科を廃止。
- 1981年（昭和56年）
  - 6月 - 新校舎が完成し、有木尼寺原台地（現在地）に移転。
  - 10月 - テニスコート・第4種公認グラウンドが完成。
  - 12月 - PTAにより弓道場が完成。
- 1982年（昭和57年）7月 - 城山会館（同窓会館）が完成。
- 1986年（昭和61年）10月 - パソコンを導入。
- 1988年（昭和63年）3月 - 寄宿舎「清明寮」が港町田井に完成し移転を完了。
- 1989年（平成元年）7月23日 - 軟式野球部を硬式野球部へ移行。野球部後援会が発足。
- 1996年（平成8年）
  - 1月25日 - 校訓碑を建立。
  - 4月16日 - 校内遺跡公園が完成。
- 2001年（平成13年）
  - 3月 - 「志の道」が完成。
  - 4月1日 - 学校評議員制度を導入。
- 2002年（平成14年）- 推薦入試を実施。
- 2003年（平成15年）
  - 3月 - 硬式野球部、第75回選抜高等学校野球大会に21世紀枠で出場（浦和学院に1回戦敗退）。
  - 8月29日 - 90周年記念「志の道」記念碑・第75回選抜高等学校野球大会出場記念碑を建立。
- 2004年（平成16年）3月 - 屋外練習場が完成。
- 2007年（平成19年）1月 - この時から大学入試センター試験が隠岐高等学校を会場に実施されるようになる。
- 2010年（平成22年）4月 - 島根県立宍道高等学校 通信制課程のスクーリング協力校（隠岐協力校）となる。

## 著名な出身者
- 池田高世偉（第2代隠岐の島町長）
- 高梨みつば（漫画家）
- 浜根隆（「浜根・杉本」）